# سون وی (بازیکن بیسبال)
سون وی (انگلیسی: Sun Wei؛ زادهٔ ۱۱ سپتامبر ۱۹۷۶) بازیکن بیسبال اهل چین بود. در بازی‌های المپیک تابستانی ۲۰۰۸ شرکت کرده‌است.